# Der Engelspapst
Engelspapst ist ein Roman von Jörg Kastner, 2002 im Knaur Verlag (vorher, 2000 bei Scherz Verlag) erschienen. Das Buch (638 Seiten) enthält neben dem Roman noch Nachbemerkungen des Autors, ein Glossar der im Buch erwähnten Begriffe und Daten der päpstlichen Schweizergarde. Die Handlung spielt hauptsächlich in Rom, sowie auf den zu Großbritannien gehörenden Kanalinseln Guernsey, Sark und Brecqhou. 2006 erschien eine Neuauflage mit dem Namen Der Engelspapst.

## Handlung
Gardekommandant Heinrich Rosin und dessen Frau Juliette sind von Adjutant Marcel Danegger, einem Schweizergardisten, in der eigenen Wohnung ermordet worden. Während der Vatikan die Akte schnell wieder schließen möchte und daher von einem Einbezug der italienischen Polizei absieht, wittert Alexander Rosin, ebenfalls Adjutant in der Schweizergarde und der Neffe des Gardekommandanten, dass Danegger auch ein Opfer war. Gemeinsam mit der römischen Journalistin Elena Vida, in die er sich auch verliebt, kommen sie dem Zirkel der Zwölf und dem erzkatholischen Geheimorden Totus Tuus (lateinisch für Vollkommen der Deine) auf die Spur. Die beiden Gesellschaften planen, den frisch gewählten Papst Custos zu ermorden. Um das möglich zu machen, hat der Zirkel der Zwölf die Schaltstellen des Vatikans besetzt: Staatssekretär Kardinal Musolino, Kardinalpräfekt Tamberlani, Oberstleutnant und späterer Kommandant der Schweizergarde Anton von Gunten, Vigilanzachef Riccardo Parada und der Pressesprecher des Vatikans Bernhard Wetter-Dietz. Auch ein paar Schweizergardisten sind dabei, darunter Utz Rasser, den Alexander als seinen besten Freund betrachtet hat. Doch welcher Mann das Amt des Vorstehers des Zirkels der Zwölf innehat, schmerzt Alexander, der mit Elena ein Geheimtreffen des Zirkels im Untergrund Roms belauscht hatte, am meisten: Der Vorsteher vom Zirkel der Zwölf und von Totus Tuus ist Alexanders totgeglaubter Vater Markus Rosin, Vorgänger von Heinrich Rosin. Auf der Kanalinsel Breqhou treffen sich Vater und Sohn, nachdem Markus Rosin Elena entführt hat. Grund des ganzen Theaters ist „Die Wahre Ähnlichkeit Christi“, ein Smaragd, der Jesus und seinen Zwillingsbruder Judas Thomas zeigt. Da Custos, der sich zu einem Nachfahren Jesu erklärt hat, das Geheimnis lüften will, dass Jesus einen Zwillingsbruder hat und nicht am Kreuz, sondern in Südfrankreich gestorben ist, will ihn Totus Tuus beseitigen und den Stein an sich reißen.
Das Attentat gelingt beinahe. Custos, der eine Woche zuvor bei einer Audienz in der Nervi-Halle eine gelähmte Frau geheilt hat, wird von mehreren Schüssen getroffen. Alexander kommt eine Millisekunde zu spät: Als sein Fuß den Attentäter trifft, hat dieser schon abgedrückt. Der Attentäter entführt Elena, und Alexander wird des Mordes an Papst Custos verdächtigt.
Dank der Hilfe von Commissario Stelvio Donati, mit dem er ein Attentat des Papstattentäters überlebt, kann er fliehen und wird in ein Krankenhaus gebracht. Diese Privatklinik gehört den Auserwählten, Leuten wie Papst Custos, die Nachfahren Jesu sind.
Als die Ärzte im Apostolischen Palast den Pontifex Custos bereits aufgeben und die Hammerfrage bereits gestellt wird, erhält Don Ovasius Shafqat, der Privatsekretär des Heiligen Vaters, eine Hand aus England zugeschickt, damit diese den Heiligen Vater gesund macht. Der Papst erwacht wieder zum Leben.
Ovasius Shafqat wird später von Utz Rasser ermordet.
Alexander und Elena sind den Verschwörern mithilfe des Geheimen Berichts von Alexanders Urahn Albert Rosin auf die Schliche gekommen. Der Bericht erzählt über Albert Rosins geheime Flucht vom überfallenen Rom nach Venedig gemeinsam mit Benvenuto Cellini, einem bekannten Goldschmied.
Gemeinsam mit dem Journalisten Spartaco Negro versucht Alexander, Elena auf der Kanalinsel zu befreien, wo sie von Totus Tuus gefangen gehalten wird. Doch Alexander und Spartaco werden entdeckt, der Erste ebenfalls gefangen genommen, der Andere erschossen.
Auf der Kanalinsel vereinbaren Alexander und sein Vater, dass in der Edelsteinkapelle, wo die Treffen des Zirkels stattgefunden haben, Elena gegen „Die Wahre Ähnlichkeit Christi“ ausgetauscht wird.
Das Treffen wird zu einer Auseinandersetzung im Untergrund Roms, bei der Utz Rasser sein Leben verliert und Markus Rosin erblindet.
Als Elena übergeben wird, versuchen die Leute Papst Custos, welcher auch an der Auseinandersetzung teilgenommen hat, zu entführen. Dies misslingt:
Dank einer E-Mail von Alexander strömen Schweizergardisten in die Kapelle und entwaffnen die Mitglieder des Zirkels der Zwölf und die Totus Tuus-Leute.
Elena, welcher Drogen injiziert wurden, überlebt die Auseinandersetzung unbeschadet.

## Totus Tuus
Ein erzkatholischer Geheimorden, der nur im Roman existiert; General, also der Vorsteher, ist Markus Rosin.
Das Wappen besteht aus zwei rechtwinklig gekreuzten Ts, zwischen deren Balken oben rechts ein weißer Krebs prangt.

Seine Mitglieder pflegen sich einer Selbstgeißelung zu unterziehen. Dabei sprechen sie die Bußformel: Totus Tuus, Domine. Hic iacet pulvis, cinis et nihil. Mea culpa, mea culpa, mea maxima culpa. (Vollkommen der Deine, Herr. Hier liegen Staub, Asche und nichts. Durch meine Schuld, durch meine Schuld, durch meine übergroße Schuld.)

## Personen (Auswahl)

### Alexander Rosin
Schweizergardist, Neffe von Heinrich Rosin und Sohn von Markus Rosin. Alexander klärt gemeinsam mit seiner späteren Freundin Elena Vida die wahren Umstände des Kommandantenmordes auf. Hatte Affäre mit Juliette Rosin.
Alexander sollte nach dem Willen seines Vaters zum Zirkel der Zwölf wechseln, daher wurde er von Utz Rasser ausspioniert.

### Elena Vida
Journalistin, arbeitet beim Messaggero di Roma, einer italienischen Tageszeitung und hilft ihrem späteren Geliebten Alexander Rosin bei der Aufklärung des Gardemords. Sie wurde als Dolores Machado aus ihrer brasilianischen Heimat entführt und unter dem Namen Paolina Orfei in einem Heim erzogen, welches von Totus Tuus geleitet wurde.

### Papst Custos
Mit bürgerlichem Namen Jean-Pierre Gardien, wird als Engelspapst bezeichnet. Custos ist nach eigenen Angaben einer der Auserwählten, die Nachfahren Jesu. Custos verfügt über heilende Kräfte, die bei einer Audienz einer gelähmten Frau zum Aufstehen verhalfen.

### Stelvio Donati
Commissario, unterstützt die Auserwählten, erwies sich für Alexander und Elena von unschätzbarem Wert, als er bei der Auseinandersetzung in der Edelsteinkapelle mit von der Partie war. Sein linkes Bein ist aus Aluminium: Vor acht Jahren hatte er in Mailand bei einem Autobombenanschlag, der als Rache der Mafia vermutet wurde, sein linkes Bein, seine Ehefrau und die beiden Kinder verloren.

### Heinrich Rosin
Gardekommandant, wurde von Marcel Danegger ermordet, angeblich aus dienstlichen Differenzen. Schließlich stellte sich heraus, dass Heinrichs Bruder Markus den Befehl zu seinem Tod gegeben hatte.
Kehrte Totus Tuus den Rücken, was seinen Tod bedeutete.

### Juliette Rosin
Ebenfalls ermordete Frau von Heinrich Rosin und Ex-Geliebte von Alexander.

### Markus Rosin
Vater von Alexander; Vorsteher vom Zirkel der Zwölf und General von Totus Tuus. Gaukelte seinem Sohn vor, vor zehn Jahren bei einem Flugzeugabsturz über dem Ärmelkanal ums Leben gekommen zu sein, nur um sein geheimes Leben zu wahren.
Er verlor im Untergrund sein Augenlicht. Die Augen wurden von Katzen ausgekratzt.

### Utz Rasser
Adjutant der Schweizergarde, seit dem gemeinsamen Fernmelderdienst bei der Schweizer Armee angeblich mit Alexander befreundet, spionierte diesen im Auftrag von Totus Tuus aus. Stirbt bei der Auseinandersetzung in der Edelsteinkapelle.

### Spartaco Negro
Freizeitgladiator, Rechercheur von Elena. Versucht gemeinsam mit Alexander diese auf Breqhou zu befreien, wo er den Tod findet.

### Albert Rosin
Urahn von Alexander. Überlebte als einer von zwölf den Sacco di Roma, wo die Kaiserlichen Rom am 6. Mai 1527 überfielen. Reiste gemeinsam mit Benvenuto Cellini nach Venedig, um einen Auftrag von Papst Clemens VII. auszuführen.

### Benvenuto Cellini
Bekannter Goldschmied aus Florenz, eine historische Person (1500–1571).

### Ovasius Shafqat
Privatsekretär von Papst Custos. Er stammt aus Irland und war früher Alkoholiker, bis er durch Gardien wieder zum Glauben fand. Nach dem Attentat holt er den Papst durch seine heilenden Kräfte wieder ins Leben zurück. Er gehört ebenfalls zum Kreis der Auserwählten und wird von Utz Rasser, einem Schweizergardisten, ermordet.

## Bezug zur Realität
Der Ausgangspunkt der Geschichte, also der Mord an Heinrich Rosin und seiner Frau Juliette durch den Schweizergardisten Marcel Danegger und dessen Selbstmord hat eine reale Grundlage. Am 4. Mai 1998 wurden der erst kurz zuvor ernannte Kommandant der Schweizergarde Alois Estermann und seine Frau Gladys Meza Romero vermutlich durch den Schweizergardisten Cédric Tornay getötet. Auch in diesem Fall wurde von einem Einbezug der Polizei abgesehen, worauf sich ebenfalls Gerüchte und Verschwörungstheorien entwickelten.
Im Roman geschehen die Morde ebenfalls Anfang Mai, allerdings schon zum Monatsersten. In einigen Ausgaben des Romans wird im Anhang die Ermordung von Alois Estermann und seiner Frau bereits auf 1991 datiert, was allerdings falsch ist.
Der Name des Pressesprechers im Buch, Bernhard Werter-Dietz, ist eine Anspielung auf Joaquín Navarro-Valls, der während der Morde Chef des Pressebüros des Heiligen Stuhls war.

## Weitere Romane vom selben Autor, teilweise mit gleichen Charakteren
- Der Engelsfluch
- Der Engelsfürst